# Hamengkubuwono IX

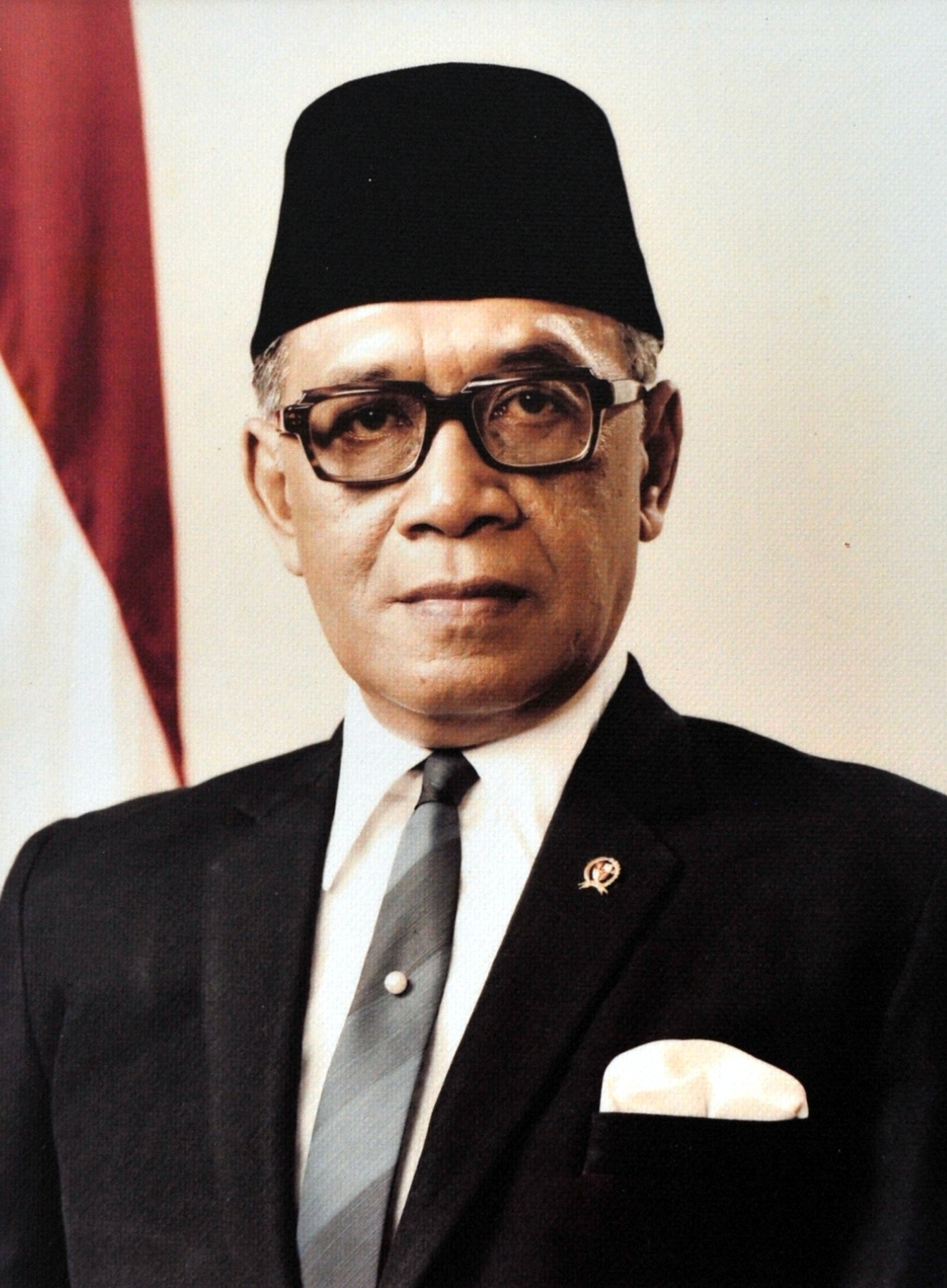
Hamengkoeboewono IX (1973)

Hamengkubuwono IX (ook: Hamengkoeboewono IX) (Yogyakarta, 12 april 1912 - Washington D.C., 2 oktober 1988) was de tweede vicepresident van Indonesië tijdens de regeringsperiode van Suharto. Zijn geboortenaam was Raden Mas Dorodjatun. Hij was de zoon van Gusti Pangeran Haryo (prins) Puruboyo en Raden Ajeng Kustillah. Op driejarige leeftijd werd hij tot kroonprins van het sultanaat Yogyakarta benoemd nadat zijn vader de troon had bestegen. Zijn vader werd toen sultan Hamengkubuwono VIII.

## Jeugd
De kleine prins kreeg een westerse opvoeding. Hij werd naar Nederland gestuurd en woonde bij een Nederlands gezin. Hij zat tijdens zijn middelbareschooltijd op het Stedelijk Gymnasium Haarlem. Hij studeerde aan de Leidse Universiteit waar hij Indische economie studeerde. Hij ontmoette daar de toenmalige prinses Juliana, die hem "Henkie" noemde omdat ze zijn naam te moeilijk vond. In 1939 ging hij terug naar Indonesië.

## Regering
In oktober 1939 overleed zijn vader. Daarna onderhandelde hij vier maanden lang over zijn positie met gouverneur Lucien Adam, die de Nederlandse invloed wilde vergroten. Op 18 maart 1940 werd hij de nieuwe sultan met de naam Hamengkubuwono IX. Zijn volledige titel werd Sampeyan Dalem Ingkang Sinuwun Kanjeng Sultan Hamengkubuwono Senopati Ing Alogo Ngabdurrakhman Sayidin Panotogomo Kholifatullah Ingkang Kaping Songo. De sultan van Yogyakarta was een "zelfregeerder", een autonoom vorst met een bijzondere positie binnen het koloniaal bestuurde Nederlands-Indië.
De jonge vorst zei bij zijn troonsbestijging in 1940 in een rede: `Al heb ik een uitgesproken Westersche opvoeding gehad, toch ben en blijf ik in de allereerste plaats Javaan.' De band met Nederland, kenmerkend voor de sultans, heeft van de vorstensteden altijd plaatsen gemaakt waar de westerse invloed zich even sterk liet gelden als de oosterse traditie. De bijnaam van Hamengkubuwono was `Sultan Henk', hem gegeven door zijn Nederlandse vrienden.

## Gouverneur
Na de onafhankelijkheidsverklaring op 17 augustus 1945 steunde hij, ondanks zijn sterke band met Nederland, de republiek en bleef hij de militair-gouverneur en sultan van Yogyakarta. Het naburige zelfregerende sunanaat Surakarta was in 1945 opgeheven en de politiek onbetekenende Pakubuwono XII van Surakarta speelde geen politieke rol meer. Tijdens de vrijheidsstrijd op Java onderhandelde Hamengkubuwono IX met Nederland. Ook toen Soekarno in december 1948 werd gearresteerd bleef hij gouverneur. Nederland wilde Yogyakarta tot hoofdstad van Midden-Java maken en de sultan tot hoofd daarvan, maar de sultan weigerde.
In februari 1949 werden plannen gemaakt met luitenant-kolonel Soeharto voor een offensief tegen de Nederlandse troepen in Yogyakarta. Het offensief begon op 1 maart. Mede door deze actie drongen de Verenigde Staten erop aan dat Nederland de onafhankelijkheid van Indonesië erkende. Op 30 juni 1949 kreeg Hamengkubuwono IX de macht weer in handen. Op 29 december ondertekende koningin Juliana de soevereiniteitsoverdracht in het Paleis op de Dam te Amsterdam.
Na de onafhankelijkheid van Indonesië verwierf van het sultanaat van Yogyakarta weer enige politieke macht vanwege de steun van het hof van Yogyakarta voor de onafhankelijkheidsstrijd voor de Republiek Indonesië van 1945 tot 1949. Toen werd bepaald dat de sultan van Yogyakarta voortaan gouverneur zou zijn van de provincie Yogyakarta, dat in feite bestaat uit het grondgebied van het sultanaat. Deze afspraak bepaalde ook dat de Paku Alam vicegouverneur van de provincie Yogyakarta zou zijn. Sultan Hamengkubuwono IX was daarom tot zijn dood tevens gouverneur van Yogyakarta.

## Minister en vicepresident
Hamengkubuwono IX bleef gouverneur van Yogyakarta, maar werd ook minister van defensie, en bezette later verschillende andere posten. Zijn bijzondere positie behield hij vanwege zijn steun aan de Republiek Indonesië tijdens de onafhankelijkheidsoorlog. In 1973 werd hij, nadat Soeharto herkozen was, vicepresident van deze republiek. Maar geleidelijk aan begon sultan Hamengkubuwono IX steeds meer problemen te krijgen met het bewind van president Soeharto. Daarom stelde hij zich in 1978 niet meer als vicepresident herkiesbaar.
Hamengkubuwono IX overleed in Washington D.C. en werd in Imogiri begraven. In Yogyakarta werd in 1992 een museum aan hem gewijd. Zijn zoon is Hamengkubuwono X.

## Het aanzien van Hamengkoeboewono IX
Voor veel Javanen waren en zijn de heersers van Yogyakarta en Surakarta als erfgenamen van Mataram met een bijzonder gezag bekleed. Men zag in Hamengkubuwono IX de Javaanse parakleet, de beloofde bevrijder van Java die Ratoe Adil of "rechtvaardige vorst" wordt genoemd. Het graf van Hamengkubuwono IX in Imogiri wordt dan ook op islamitische feestdagen en op nieuwjaarsdag veel bezocht.
In 1990 werd hij geëerd met de titel Nationale held van Indonesië.

### De ridderorden van Hamengkoeboewono IX
- Commandeur in de Orde van Oranje-Nassau 1940
- Grootkruis van het Bundesverdienstkreuz van de Bondsrepubliek Duitsland
- Grootkruis in de Orde van Oranje-Nassau
- Grootkruis in de Orde van de Witte Olifant van Thailand
- De Orde van de Rijzende Zon Ie Klasse van Japan
- Orde van de Ster van Mahaputra Ie Klasse
- Orde van de Ster van Gerilya IIe Klasse
- Orde van de Ster van Bhayangkara Ie Klasse
- Sewindu, Gajah Putih Muangthai, en RI IIe Klasse,
- De Satyalencana Kemerdekan Ie, IIe en IIIe Klasse en Kesetian
- Honorair Ridder Grootcommandeur in de Orde van Sint-Michaël en Sint-George 1974
- Bintang Gerilya (1952)